# 美式天然
『美式天然』（うつくしきてんねん）は、2005年制作の日本映画。
監督・脚本の坪川拓史が、1996年、地元北海道長万部町の映画館「長万部劇場」の取り壊しを前に、その姿を撮影するために制作を開始。9年の歳月をかけ完成した。

## 概要
「現在」・「過去」・「過去に上映される映画」という三つの物語が平行して描かれる。
「現在」では、母と二人で過ごす菜巳の元へ、ある日おじいさん（母の父）がやってくる。おじいさんの存在は、菜巳と母の生活に、少しずつ影響を与えていく。
「過去」では、無声映画「美式天然」を上映する弁士・楽団の一座の興行の様子が描かれ、無声映画「美式天然」も劇中劇として挿入される。
そして、徐々に三つの物語の関連が明らかになっていく。

## キャスト
- 高木均：おじいさん
- 吉田日出子：母
- 高橋喜久代：菜巳・お菊（二役）
- 真那胡敬二：マスター
- 常田富士男：森川さん
- 山田吾一：アイスクリン売り
- あがた森魚：置き薬屋
- 内田紳一郎：支配人
- 喜多敏之：支配人の息子
- 片岡正二郎：忠之介
- 仁平裕見子：忠之介の許嫁
- 喜多敏之：映写技師
- 熊澤段：自転車の青年
- 小松政夫：弁士

## スタッフ
- 監督・脚本・編集・音楽・製作：坪川拓史
- 撮影・照明：板垣幸秀
- 美術：茂木夏織、三浦佳子、早藤まき
- 衣装：早藤まき
- 撮影補：与那覇政之
- 音楽：関島岳郎
- 記録：横山響子
- エグゼクティブ・プロデューサー：白内寿一

## 受賞歴
- 「第23回トリノ国際映画祭 Best Feature Film Prize（グランプリ）」
- 「第23回トリノ国際映画祭 Best Audience Prize（最優秀観客賞）」
- 「第1回横浜黄金町映画祭 最優秀観客賞」